# A Basie con amor
A Basie con amor es un especial de televisión de Count Basie lanzado en 1982 presentado por Quincy Jones y Dionne Warwick. También cuenta con Count Basie, su homenaje,  y su banda. Se grabó el 7 de marzo de 1982 y se emitió el 13 de marzo de 1982.

## Intérpretes
| Intérprete    | Canción                                         | Publicado |
| ------------- | ----------------------------------------------- | --------- |
| James Ingram  | Just Once/One Hundred Ways                      | 1981      |
| Wayne Newton  | Bridge Over Troubled Water/The Impossible Dream | 1970/1967 |
| Stevie Wonder | Sir Duke/Do I Do                                | 1977/1982 |
| Lena Horne    | If You Believe                                  | 1978      |

| Intérprete     | Canción                                  | Publicado |
| -------------- | ---------------------------------------- | --------- |
| Quincy Jones   | April in Paris                           | 1957      |
| Dionne Warwick | After You/I'll Never Love This Way Again | 1979      |